# Bouzy-la-Forêt
Bouzy-la-Forêt är en kommun i departementet Loiret i regionen Centre-Val de Loire strax norr Frankrikes mitt. Kommunen ligger i kantonen Châteauneuf-sur-Loire som tillhör arrondissementet Orléans. År 2022 hade Bouzy-la-Forêt 1 231 invånare.

## Befolkningsutveckling
Antalet invånare i kommunen Bouzy-la-Forêt
| Referens: INSEE |